# 达木丁扎布·迈达尔
达木丁扎布·迈达尔（1916年—？）布里亚特人，蒙古东方省杜钦高勒县人，蒙古人民共和国政治家。

## 生平
1916年，迈达尔生于东方省杜钦高勒县。1924年至1931年，在中学学习。1931年至1932年，在乌兰巴托市当工人和统计员。1932年至1937年，在苏联伊尔库茨克市兽医专科学校学习。归国后，于1937年至1939年任南戈壁省兽医处处长。 1939年至1944年，赴苏联鄂木斯克市兽医学院学习。归国后，于1944年至1945年任畜牧业部国家检査司司长。1945年至1953年，在国家计划委员会历任检査员、司长、副主席、主席。1947年蒙古人民革命党十一大起，当选为历届中央委员。1951年至1968 年，任国家建筑经济委员会主席。1953年至1972年，任部长会议副主席。1961年蒙古人民革命党十四大，当选为中央政治局侯补委员。1962年至1963年，任蒙中友协主席。
1963年蒙古人民革命党十四届四中全会起，当选为历届中央政治局委员。1971年起，担任国家科学技术委员会主席。1972年3月，任部长会议第一副主席。1975年，任自然环境保护协会主席。1976年，兼任蒙苏政府经济和科学技术合作委员会蒙方组主席。1972年，以作品《蒙古建筑学和城市建设》，获得苏联所授历史科学博士学位。

## 家庭
其妻子为苏联人。